# Elecciones generales de Pitcairn de 2008
Las elecciones generales se llevaron a cabo en las Islas Pitcairn el 8 de diciembre de 2008.

## Sistema electoral
El Consejo Insular tiene cuatro miembros electos. Son elegidos por voto único transferible. Además de los cuatro miembros electos, el Consejo también tenía otros seis miembros; tanto el alcalde como el teniente de alcalde fueron elegidos por separado. Los cuatro miembros electos y el teniente de alcalde nominaron a otro miembro, mientras que dos fueron designados por el gobernador y se reservó un puesto para un comisionado para servir de enlace entre el gobernador y el consejo. Todos los funcionarios electos mantienen su poder durante dos años.

## Resultados
Jay Warren fue elegido teniente de alcalde, mientras que Turi Griffiths, Brenda Christian, Dave Brown y Jacqui Christian fueron elegidos para el Consejo Insular. 